# Wydział Informatyki i Matematyki Uniwersytetu Technologiczno-Humanistycznego im. Kazimierza Pułaskiego w Radomiu
Wydział Informatyki i Matematyki Uniwersytetu Technologiczno-Humanistycznego im. Kazimierza Pułaskiego w Radomiu (WIiM) – jeden z 8 wydziałów Uniwersytetu Technologiczno-Humanistycznego im. Kazimierza Pułaskiego w Radomiu kształcący informatyków i matematyków (w tym w specjalnościach nauczycielskich) istniejący do 1 października 2019 roku. 

## Historia
1 października 1983 r. w strukturze Wydziału Ekonomicznego Wyższej Szkoły Inżynierskiej im. Kazimierza Pułaskiego w Radomiu powołano Zakład Kształcenia Pedagogicznego, który prowadził fakultatywne studia pedagogiczne. Kilka miesięcy później, 1 marca 1984 r. powołano Studium Doskonalenia Dydaktyczno-Pedagogicznego, jako jednostkę ogólnouczelnianą. Od roku akademickiego 1987/1988 utworzono studia magisterskie na kierunku wychowanie techniczne, oferowane również w specjalności informatyka. Ze względu na poszerzanie działalności w zakresie nauk technicznych, Zakład Kształcenia Pedagogicznego został przeniesiony z Wydziału Ekonomicznego do Wydziału Mechanicznego, a 1 września 1991 r. został przekształcony w Instytut Kształcenia Pedagogicznego. Na bazie Instytutu, rozporządzeniem Ministra Edukacji Narodowej z dnia 3 lipca 1992 r., został utworzony Wydział Nauczycielski. Pierwszym dziekanem Wydziału był dr inż. Grzegorz Kiedrowicz. Wydział posiadał sześć katedr: Fizyki, Informatyki, Matematyki, Pedagogiki i Psychologii, Wychowania Fizycznego oraz Wychowania Technicznego. Oferowano trzy kierunki studiów na poziomie licencjackim: fizyka, matematyka i wychowanie fizyczne oraz jeden kierunek na poziomie magisterskim – wychowanie techniczne. W 1993 r. na Wydziale utworzono Katedrę Wychowania Plastycznego, przekształconą kolejno w Katedrę Sztuki i Instytut Sztuki. W 2007 r. ze struktury Wydziału został zniesiony Instytut Sztuki, na bazie którego utworzono Wydział Sztuki. Kolejna reorganizacja Wydziału przeprowadzona w 2012 r. polegała na przeniesieniu Katedry Pedagogiki i Psychologii do nowo powstałego Wydziału Filologiczno-Pedagogicznego. Z pozostałych jednostek organizacyjnych Wydziału został utworzony Wydział Informatyki i Matematyki (Wydział Nauczycielski został formalnie zlikwidowany). 7 lutego 2013 r. Senat Uczelni podjął decyzję o likwidacji od roku akademickiego 2013/2014 studiów I i II stopnia na kierunku edukacja techniczno-informatyczna. Z dniem 1 października 2019 roku z powodu reorganizacji uczelni wydział ten został połączony z dotychczasowym Wydziałem Transportu i Elektrotechniki.  

### Poczet dziekanów
- dr inż. Grzegorz Kiedrowicz (1992–1993)
- dr Longin Pietrasik (1993–1999)
- prof. dr hab. Aleksander Olszewski (1999–2005)
- dr hab. Janusz Walasek (2005–2013)
- dr hab. Adam Figura (2013-2019)

## Kierunki studiów
- Informatyka – studia stacjonarne i niestacjonarne I stopnia (inżynier), specjalności:
  - Informatyka stosowana
- Matematyka – studia stacjonarne i niestacjonarne I stopnia (inżynier) i II stopnia (magister), specjalności:
  - nauczycielska: matematyka z informatyką (I stopnia)
  - nauczycielska (II stopnia)
  - matematyka finansowa i komputerowa (I stopnia)
  - zastosowania matematyki i informatyki (II stopnia)

## Władze Wydziału
- Dziekan – dr hab. Adam Figura, prof. nadzw.
- Prodziekan ds. Dydaktycznych i Studenckich – dr Agnieszka Molga
- Prodziekan ds. Nauki, Studiów Niestacjonarnych i Spraw Ogólnych – dr Marek Wójtowicz

## Jednostki Organizacyjne Wydziału
- Katedra Informatyki
  - Laboratorium Inżynierii systemów informatycznych
  - Laboratorium Komputerowego Wspomagania Projektowania
  - Laboratorium metod numerycznych
  - Laboratorium Multimediów i Grafiki Komputerowej
  - Laboratorium Programowania
  - Laboratorium Sieci Komputerowych
  - Laboratorium Systemów Komputerowych
- Katedra Matematyki
  - Laboratorium Komputerowe Zastosowań Matematyki
  - Laboratorium dydaktyki matematyki